# Saison 2024 de la Ligue canadienne de football
Navigation
2023 2025
La saison 2024 est la 66e saison de la Ligue canadienne de football et la 138e saison de football canadien depuis la fondation de la Canadian Rugby Football Union en 1884. Les matchs préparatoires ont débuté le 20 mai, et la saison régulière a commencé le 6 juin pour se terminer le 26 octobre. Les matchs éliminatoires se tiendront les 2 et 9 novembre et le match de la coupe Grey aura lieu le 17 novembre. 

## Événements
Tel que prévu dans la convention collective adoptée en 2022, à partir de cette année, les deux équipes qui auront employé le plus de joueurs de statut «Canadien» auront droit à un choix de repêchage supplémentaire au deuxième tour.
Le plafond salarial est porté à 5 525 000 $CA par équipe et le salaire minimum est de 70 000 $CA.

## Résultats

### Classements
| Clt   | Équipe                 | PJ | V  | D  | N | BP  | BC  | Pts |
| ----- | ---------------------- | -- | -- | -- | - | --- | --- | --- |
| +001, | Alouettes de Montréal  | 18 | 12 | 5  | 1 | 455 | 404 | 25  |
| +002, | Argonauts de Toronto   | 18 | 10 | 8  | 0 | 514 | 479 | 20  |
| +003, | Rouge et Noir d'Ottawa | 18 | 9  | 8  | 1 | 443 | 488 | 19  |
| +004, | Tiger-Cats de Hamilton | 18 | 7  | 11 | 0 | 495 | 557 | 14  |

| Clt   | Équipe                           | PJ | V  | D  | N | BP  | BC  | Pts |
| ----- | -------------------------------- | -- | -- | -- | - | --- | --- | --- |
| +001, | Blue Bombers de Winnipeg         | 18 | 11 | 7  | 0 | 447 | 366 | 22  |
| +002, | Roughriders de la Saskatchewan   | 18 | 9  | 8  | 1 | 478 | 434 | 19  |
| +003, | Lions de la Colombie-Britannique | 18 | 9  | 9  | 0 | 448 | 439 | 18  |
| +004, | Elks d'Edmonton                  | 18 | 7  | 11 | 0 | 504 | 500 | 14  |
| +005, | Stampeders de Calgary            | 18 | 5  | 12 | 1 | 410 | 527 | 11  |

### Séries éliminatoires
|  | Demi-finale de divisions | Demi-finale de divisions         | Demi-finale de divisions   | Demi-finale de divisions       |                           |                      | Finale de divisions        | Finale de divisions        | Finale de divisions        | Finale de divisions        |  |  | 111e Coupe Grey              | 111e Coupe Grey              | 111e Coupe Grey              | 111e Coupe Grey              |
|  |                          |                                  |                            |                                |                           |                      |                            |                            |                            |                            |  |  |                              |                              |                              |                              |
|  |                          |                                  |                            |                                |                           |                      | 9 novembre 2024 - Montréal | 9 novembre 2024 - Montréal | 9 novembre 2024 - Montréal | 9 novembre 2024 - Montréal |  |  | 17 novembre 2024 - Vancouver | 17 novembre 2024 - Vancouver | 17 novembre 2024 - Vancouver | 17 novembre 2024 - Vancouver |
|  |                          |                                  |                            |                                |                           |                      | 9 novembre 2024 - Montréal | 9 novembre 2024 - Montréal | 9 novembre 2024 - Montréal | 9 novembre 2024 - Montréal |  |  | 17 novembre 2024 - Vancouver | 17 novembre 2024 - Vancouver | 17 novembre 2024 - Vancouver | 17 novembre 2024 - Vancouver |
|  |                          |                                  |                            |                                |                           |                      | 9 novembre 2024 - Montréal | 9 novembre 2024 - Montréal | 9 novembre 2024 - Montréal | 9 novembre 2024 - Montréal |  |  | 17 novembre 2024 - Vancouver | 17 novembre 2024 - Vancouver | 17 novembre 2024 - Vancouver | 17 novembre 2024 - Vancouver |
|  |                          |                                  |                            |                                |                           |                      | 9 novembre 2024 - Montréal | 9 novembre 2024 - Montréal | 9 novembre 2024 - Montréal | 9 novembre 2024 - Montréal |  |  | 17 novembre 2024 - Vancouver | 17 novembre 2024 - Vancouver | 17 novembre 2024 - Vancouver | 17 novembre 2024 - Vancouver |
|  |                          |                                  |                            |                                |                           |                      | 9 novembre 2024 - Montréal | 9 novembre 2024 - Montréal | 9 novembre 2024 - Montréal | 9 novembre 2024 - Montréal |  |  | 17 novembre 2024 - Vancouver | 17 novembre 2024 - Vancouver | 17 novembre 2024 - Vancouver | 17 novembre 2024 - Vancouver |
|  | E1                       | Alouettes de Montréal            | 28                         | 28                             |                           |                      |                            |                            |                            |                            |  |  | 17 novembre 2024 - Vancouver | 17 novembre 2024 - Vancouver | 17 novembre 2024 - Vancouver | 17 novembre 2024 - Vancouver |
|  | E1                       | Alouettes de Montréal            | 28                         | 28                             | 2 novembre 2024 - Toronto |                      |                            |                            |                            |                            |  |  | 17 novembre 2024 - Vancouver | 17 novembre 2024 - Vancouver | 17 novembre 2024 - Vancouver | 17 novembre 2024 - Vancouver |
|  |                          |                                  | E2                         | Argonauts de Toronto           | 30                        | 30                   |                            |                            |                            |                            |  |  | 17 novembre 2024 - Vancouver | 17 novembre 2024 - Vancouver | 17 novembre 2024 - Vancouver | 17 novembre 2024 - Vancouver |
|  | E2                       | Argonauts de Toronto             | E2                         | Argonauts de Toronto           | 30                        | 30                   | 58                         | 58                         |                            |                            |  |  | 17 novembre 2024 - Vancouver | 17 novembre 2024 - Vancouver | 17 novembre 2024 - Vancouver | 17 novembre 2024 - Vancouver |
|  | E2                       | Argonauts de Toronto             | 9 novembre 2024 - Winnipeg |                                |                           |                      | 58                         | 58                         |                            |                            |  |  | 17 novembre 2024 - Vancouver | 17 novembre 2024 - Vancouver | 17 novembre 2024 - Vancouver | 17 novembre 2024 - Vancouver |
|  | E3                       | Rouge et Noir d'Ottawa           | 38                         | 38                             |                           |                      |                            |                            |                            |                            |  |  | 17 novembre 2024 - Vancouver | 17 novembre 2024 - Vancouver | 17 novembre 2024 - Vancouver | 17 novembre 2024 - Vancouver |
|  | E3                       | Rouge et Noir d'Ottawa           | 38                         | 38                             | E2                        | Argonauts de Toronto | 41                         | 41                         |                            |                            |  |  |                              |                              |                              |                              |
|  |                          |                                  |                            |                                | E2                        | Argonauts de Toronto | 41                         | 41                         |                            |                            |  |  |                              |                              |                              |                              |
|  |                          |                                  | O1                         | Blue Bombers de Winnipeg       | 24                        | 24                   |                            |                            |                            |                            |  |  |                              |                              |                              |                              |
|  |                          |                                  |                            |                                | 24                        | 24                   |                            |                            |                            |                            |  |  |                              |                              |                              |                              |
|  |                          |                                  |                            |                                |                           |                      |                            |                            |                            |                            |  |  |                              |                              |                              |                              |
|  |                          |                                  |                            |                                |                           |                      |                            |                            |                            |                            |  |  |                              |                              |                              |                              |
|  | O1                       | Blue Bombers de Winnipeg         | 38                         | 38                             |                           |                      |                            |                            |                            |                            |  |  |                              |                              |                              |                              |
|  | O1                       | Blue Bombers de Winnipeg         | 38                         | 38                             | 2 novembre 2024 - Regina  |                      |                            |                            |                            |                            |  |  |                              |                              |                              |                              |
|  |                          |                                  | O2                         | Roughriders de la Saskatchewan | 22                        | 22                   |                            |                            |                            |                            |  |  |                              |                              |                              |                              |
|  | O2                       | Roughriders de la Saskatchewan   | O2                         | Roughriders de la Saskatchewan | 22                        | 22                   | 28                         | 28                         |                            |                            |  |  |                              |                              |                              |                              |
|  | O2                       | Roughriders de la Saskatchewan   |                            |                                |                           |                      |                            | 28                         |                            |                            |  |  |                              |                              |                              |                              |
|  | O3                       | Lions de la Colombie-Britannique | 19                         | 19                             |                           |                      |                            |                            |                            |                            |  |  |                              |                              |                              |                              |
|  | O3                       | Lions de la Colombie-Britannique | 19                         | 19                             |                           |                      |                            |                            |                            |                            |  |  |                              |                              |                              |                              |
|  |                          |                                  |                            |                                |                           |                      |                            |                            |                            |                            |  |  |                              |                              |                              |                              |

## Honneurs individuels
- Joueur par excellence: Brady Oliveira (DO), Blue Bombers de Winnipeg[4]
- Joueur défensif par excellence: Rolan Milligan (en) (DD), Roughriders de la Saskatchewan[5]
- Joueur canadien par excellence: Brady Oliveira (DO), Blue Bombers de Winnipeg
- Joueur de ligne offensive par excellence: Ryan Hunter (en) (LO), Argonauts de Toronto[6]
- Recrue par excellence: Nick Anderson (en) (SEC), Elks d'Edmonton[7]
- Joueur des unités spéciales par excellence: Janarion Grant (en) (SRB), Argonauts de Toronto[8]